# Симуляція хвороби або інвалідності
Симуляція — створення видимості хвороби або окремих її симптомів людиною, яка такого захворювання не має. Розрізняють навмисну і патологічну симуляцію.

Навмисна симуляція зазвичай відбувається для ухилення від військової служби, від роботи, від навчання, уникнення покарання, в корисливих цілях (наприклад, отримання допомоги по непрацездатності). Для уникнення покарання та ухилення від військової служби часто симулюються психічні захворювання.
Патологічна симуляція — це один із симптомів наявного у хворого психічного захворювання (наприклад, істерії).
В психології вивчається феномен фугітивності як здатність до «присвоєння» нової ідентичності через симуляцію удаваних станів.  При цьому удавана поведінка, рефлексована самим гравцем і спостережувана Іншим, має на меті посилення почуття ідентичності. «Присвоєння» нової ідентичності відбувається через симуляцію удаваних станів. Наприклад, інший рівень інтелекту – геніальність / дурість / безумство; інша стадія морального розвитку; змінені стани свідомості – алкогольне (або наркотичне) сп’яніння / транс / екстаз; стан зі зниженою / відсутньої реакцією на довкілля – сон / непритомність / смерть.